# منارة كابو دا روكا
منارة كابو دا روكا هي منارة تقع على ارتفاع 165 متر (541 قدم) فوق المحيط الأطلسي، في أقصى حدود البرتغال (وأوروبا القارية) عند رأس (كابو دا روكا).

## الموقع
تقع في أبرشية كولاريس، في بلدية سينترا، وتقع على نتوء بارز في المحيط، وتتكون من صخور الجرانيت والحجر الجيري المتناثر.

## نبذة
تعتبر منارة من الدرجة الثالثة، والتي بدأت في الأصل في عام 1772م. كانت أول منارة جديدة مبنية لهذا الغرض يتم بناؤها في البلاد.

## روابط خارجية
- Panoramic view of Cabo da Roca